# Oliarus haupti
Oliarus haupti är en insektsart som beskrevs av Haupt 1917. Oliarus haupti ingår i släktet Oliarus och familjen kilstritar. Inga underarter finns listade i Catalogue of Life.